# František Vláčil
František Vláčil (19 de febrero de 1924, Český Těšín-28 de enero de 1999, Praga) fue un director de cine, pintor y artista gráfico checo.
Entre 1945 y 1950, estudió estética e historia del arte en la Universidad Masaryk de Brno. Más tarde trabajó en varios grupos y talleres (por ejemplo, en películas animadas), pero su área principal se convirtió en el cine. Sus películas son bien conocidas por su extraordinaria calidad artística. Vláčil recibió muchos premios cinematográficos como el Premio del Festival Internacional de Cine de 1998 en Karlovy Vary o el Premio León Checo por su contribución a la cultura cinematográfica mundial. En 1998, Vláčil fue elegido como el mejor director checo de todos los tiempos por una encuesta de críticos de cine checos. Su película Marketa Lazarová es considerada por algunos críticos como la mejor película checa jamás realizada.